# Rough and Ready (Kalifornija)
Rough and Ready je naseljeno područje za statističke svrhe u američkoj saveznoj državi Kalifornija. Prema popisu stanovništva iz 2010. u njemu je živjelo 963 stanovnika.